# Daniel Valot
Daniel Valot, né le 24 août 1944 à Luxeuil-les-Bains (Haute-Saône) et mort le 15 novembre 2018 à Genève (Suisse), est une personnalité du monde des affaires, haut fonctionnaire et écrivain français.

## Biographie
Issu d'une famille modeste (son père est cheminot), il doit son ascension sociale à l'« école de la République ». Il est en effet diplômé de l'IEP et de l'ENA, promotion Robespierre (janvier 1968 - mai 1970). 
Il commence sa carrière à la Cour des comptes en 1970. En 1981, il entre  à la Compagnie française des pétroles, devenue par la suite Total, et y occupe notamment les postes de directeur financier adjoint du groupe, secrétaire général de Total Chimie, président de Total Petroleum North America en 1992, avant de devenir directeur général de Total Exploration Production en 1995.
Il est président-directeur général de Technip de septembre 1999 à avril 2007.
Réintégré à la Cour des Comptes le 1er mai 2007, il fait valoir ses droits à la retraite de la fonction publique à la même date. Il exerce ensuite des fonctions d'administrateur dans plusieurs sociétés privées en France et en Amérique du Nord.
Après sa carrière officielle, Daniel Valot se consacre à l'écriture de textes humoristiques, publiés par les éditeurs Publibook, Mon Petit Éditeur et Éditions Complicités.
Daniel Valot est décédé à Genève le 15 novembre 2018 et enterré à Pomponne.

## Œuvres
- Sur Le Plus Haut Trône du Monde, et autres contes, Publibook, 2012.
- Au Bouddha Bar, Publibook, 2013
- Quand s'élève l'Helvétie, Publibook, 2015
- L'Illustre Docteur Troffort, Mon Petit Éditeur, 2016
- Une Ère Nouvelle, Mon Petit Éditeur, 2016
- Croiser les Destins, Mon Petit Éditeur, 2017
- Équitables dessous et autres contes, Éditions Complicités, 2017
- Dors-tu content, Voltaire ?, Éditions Complicités, 2017
- Des rondeurs carrées, Éditions Complicités, 2018
- On a vendu la tour Eiffel, Éditions Complicités, 2018
- Votre Meilleure Amie, Éditions Complicités, 2018[3]